# اقتصاد فرگشتی
اقتصاد فرگشتی (انگلیسی: Evolutionary economics) بخشی از میان دست اقتصاد است، که همچون اقتصاد دگراندیشانه با الهام‌گیری از زیست‌شناسی فرگشتی و استفاده از تفکر اقتصادی شکل گرفته‌است. اقتصاد فرگشتی همانند جریان اصلی اقتصاد، بر تعاملات پیچیده، رقابت، وابستگی متقابل، رشد، تغییر ساختاری و محدودیت منابع تأکید دارد، اما رویکردهای آن در تجزیه و تحلیل این پدیده‌ها متفاوت می‌باشد.